# Compuesto intersticial
Un compuesto intersticial o aleación intersticial es un compuesto no-estequiométrico de al menos dos elementos. Se trata de un compuesto o una aleación en la que una parte de las cavidades intersticiales en la red cristalina están ocupados por los átomos o iones de un elemento de aleación. La red huésped es usualmente una rejilla metálica de un metal de transición. Las redes cristalinas de un número de elementos y compuestos con una estructura de cristal abierta, tales como las redes de silicio o cuarzo, también poseen cavidades intersticiales. Los átomos o iones del elemento de aleación tienen que ser relativamente pequeño, tales como los átomos y los iones de hidrógeno, boro, carbono, nitrógeno u oxígeno, de manera que encajan en las cavidades intersticiales.

## Introducción
Generalmente sucede con la mezcla de un metal y un no metal, los átomos mucho más pequeños del no metal ( átomos de impurezas, intersticiales ) se sitúan en los espacios intersticiales o vacíos en la red cristalina del metal ( elemento de acogida, elemento de base). Los compuestos de intercalación a menudo tienen propiedades metálicas. Algunos ejemplos importantes incluyen hierro-carbono, carburo de tungsteno (WC), Ti2H o Fe2N.
En una solución sólida en absoluto, distorsiones reticulares, que se expanden la red cristalina, como átomos adicionales para ser incorporados en la red. Para permitir esta conexión, el diámetro atómico del átomo extraño solo puede ser de aproximadamente 41% del diámetro del átomo de acogida. Además, la capacidad de almacenamiento es debido a la distorsión de la red y los asociados voltajes muy limitada. Es, por ejemplo, el compuesto de hierro y carbono, dependiendo de la temperatura de 0,10% (cristal δ-mixto), 2,06% (solución de γ-sólido) o 0,02% (solución de α-sólido). Esto significa que, por ejemplo, (a 723 °C) a 0,02% se puede lograr (a temperatura ambiente) en una solución de α-sólido hasta 0,2% de carbono.

## Cavidades intersticiales

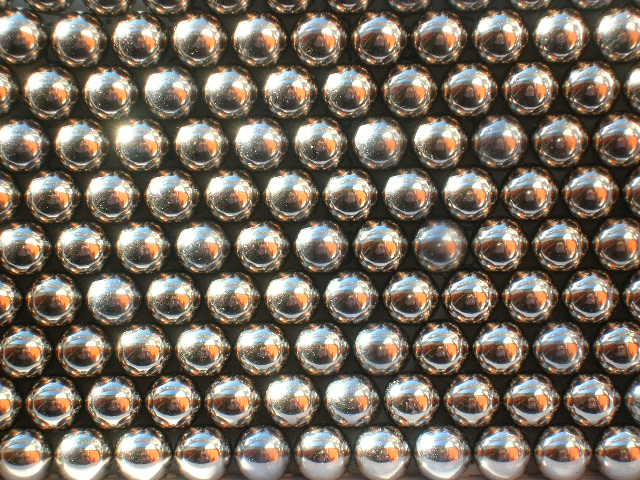
Red hexagonal 2D de esferas.

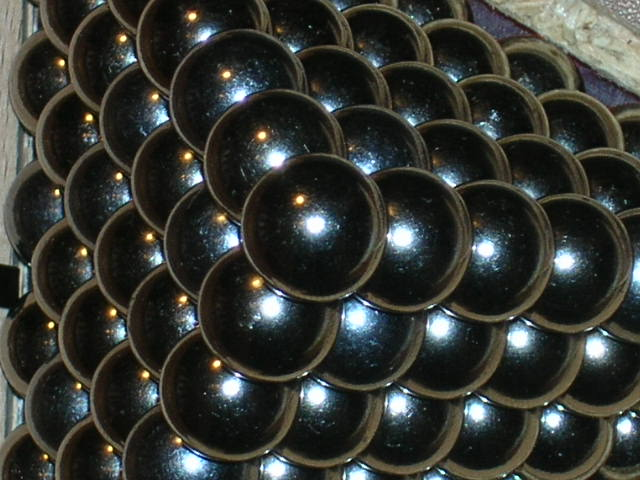
Pirámide de esferas apiladas según una estructura cúbica centrada.

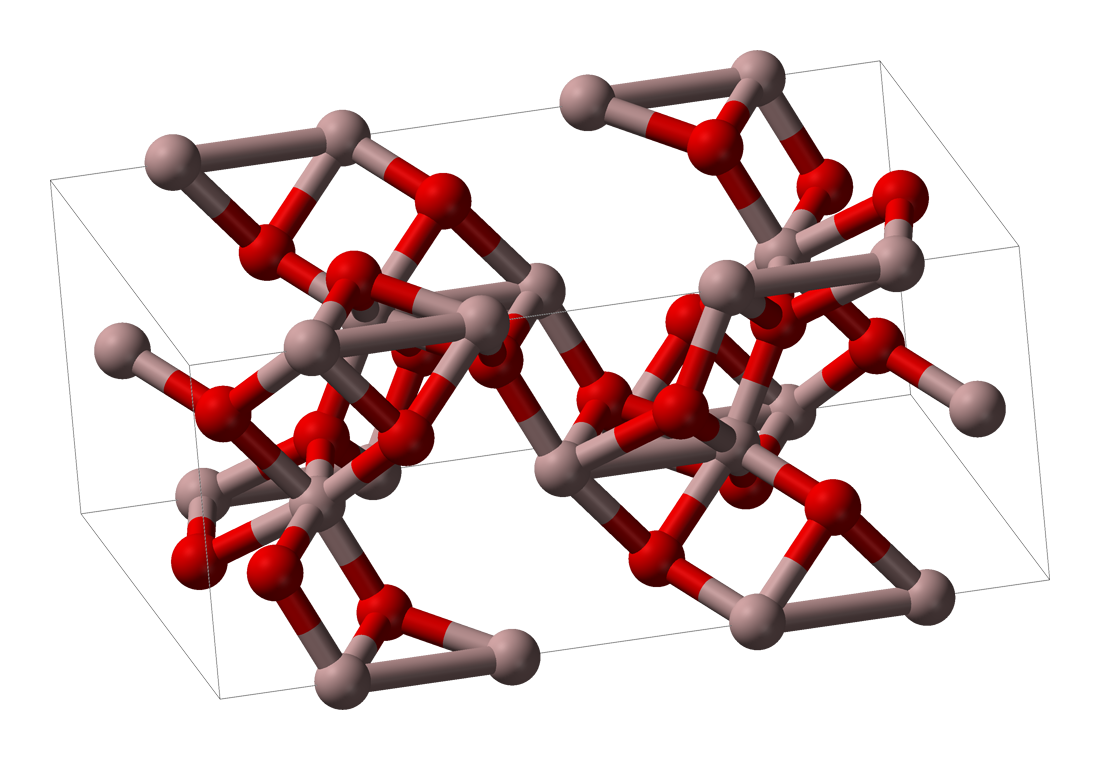
Celda unitaria de alúmina.

Las cavidades intersticiales se encuentran posicionadas en los puntos con la mayor simetría entre los átomos o iones en la red cristalina de un sólido.

### Tipos de empaquetamiento compacto
En cristalografía existen dos tipos de tipos de empaquetamiento compacto que se pueden construir a partir de capas de dos dimensiones con  simetría hexagonal traslacional :
- el apilamiento hexagonal más densa ;
- el apilamiento cúbico centrado en la cara.

Los huecos intersticiales se sitúan entre dos capas de modo que hay un número igual de posiciones intersticiales en las dos rejillas. Por átomo de metal en la red, hay dos tipos de cavidades intersticiales:
- dos pequeños huecos con simetría tetraédrica entre cuatro átomos de metal;
- un gran hueco con simetría octaédrica entre seis átomos de metal.

Si la distancia entre los átomos de metal en la red es igual a d, a continuación, los cuatro átomos de metal se encuentran a una distancia {\displaystyle \scriptstyle d{\sqrt {2}}/4\,\approx \,0,612\,d} de las pequeñas cavidades de la simetría tetraédrica. Los seis átomos de metal se encuentran a una distancia {\displaystyle \scriptstyle d/{\sqrt {2}}\,\approx \,0,707\,d} de la gran cavidad con la simetría octaédrica.

### Estructura cúbica centrada
Los metales con un estructura cúbica centrada tres cavidades intersticiales por átomo de metal. Las tres cavidades tienen la misma simetría octaédrica deformada aplanada. Si la distancia entre los átomos de metal es igual a D , entonces las dos distancias cortas entre el hueco y los dos átomos de metal adyacentes es igual a {\displaystyle \scriptstyle d/{\sqrt {3}}\,\approx \,0,577\,d}. La distancia más larga entre los huecos y los otros cuatro átomos de metal son el mismo {\displaystyle \scriptstyle d\,{\sqrt {6}}\,/\,3\,\approx \,0,816\,d}. En la práctica, las aleaciones intersticiales de metales de transición con una estructura cúbica centrada en concentraciones relativamente bajas de materiales de aleación van a una meta-estructura cristalina cúbica o hexagonal densamente apilada.

### Estructuras cristalinas abiertas
En las redes cristalinas de las estructuras de cristal abiertas, como los elementos que poseen la estructura del diamante, o compuestos con el cuarzo o estructura de la alúmina, disponen de espacios intersticiales y canales. En la foto de la derecha se puede apreciar la unidad de celda de alúmina y son visibles los espacios abiertos.

## Características
El fenómeno de las cavidades intersticiales ocupadas por pequeños átomos en rejillas de metal se conoce desde los años 30 del siglo XX. Se ha llevado a cabo investigaciones sobre la influencia que la ocupación de estas cavidades tiene, entre otras cosas, en la conductividad eléctrica y las propiedades mecánicas de los metales. Desde las primeras investigaciones se demostró, entre otras cosas:
- la presencia de átomos intersticiales no tiene casi ninguna influencia en la conducción eléctrica;
- las propiedades químicas del compuesto o aleación casi no se desvían de las propiedades químicas del metal;
- hay por lo general se pueden variar ampliamente con las concentraciones de los átomos intersticiales;
- del tipo de hueco, que está ocupada depende del tamaño del átomo intersticial;
- las propiedades mecánicas de los metales están fuertemente influenciadas por la presencia de átomos intersticiales;
- la densidad de las aleaciones intersticiales es más alto que el promedio de las densidades de los componentes.

El hecho de que las propiedades eléctricas y químicas del metal de transición no cambia indica fuertemente que la rejilla metálica y la estructura electrónica del metal cambia poco. Que la densidad de las aleaciones fue mucho mayor de lo que cabría esperar, dio un fuerte indicio de que el material de aleación añadido desapareció durante una gran parte en las cavidades intersticiales. Sobre la base de estos hallazgos, se llegó a la conclusión de que los compuestos y aleaciones, como un intersticiales soluciones sólidas de átomos pequeños se podrían considerar. en un enrejado de metal.
Compuestos intersticiales y aleaciones se distinguen de otros compuestos y aleaciones, ya que las propiedades eléctricas y químicas de las aleaciones de sustitución, compuestos intermetálicos y sales de metales de transición son muy diferentes de las propiedades eléctricas y químicas de los metales de transición.

## Aleaciones duras
La presencia de concentraciones relativamente bajas de elementos intersticiales en un metal por lo general tiene una gran influencia en las propiedades mecánicas del metal. La mayor dureza de la aleación es causada por la movilidad reducida de los límites de grano y dislocaciones. Como resultado, se obstaculizada o bloqueada la fluencia de la dislocación de manera que el material más duro es una deformación plástica puede sufrir.

### Estructuras cristalinas
Un ejemplo bien conocido de un compuesto intersticial duro es el carburo de tungsteno, que, entre otras cosas, se emplea en el punto de perforación de hormigón. Aunque los nombres de las aleaciones y compuestos sugieren que los distintos elementos aparecen en proporciones estequiométricas en el material, en la práctica, rara vez se da el caso. Por lo general, permanecer por lo menos un pequeño porcentaje de los huecos intersticiales desocupados.
La mayoría de los compuestos intersticiales tienen una estructura de cristal que no es la red huésped bajo condiciones estándar . El metal tiene una estructura cúbica centrada pero el carburo de α-tungsteno tiene una estructura de capa hexagonal. El titanio cristaliza en una red que tiene una pila más cercana hexagonal pero nitruro de titanio tiene un cloruro de sodio de la red .

### Hierro, acero y carbono
El hierro en forma pura es bastante dúctil pero los cambios en el más áspero y resistente de acero, ya que contiene menos de 1,9 por ciento en peso de carbono. El acero se compone de una mezcla policristalina de ferrita, perlita, ledeburita y Fe3C, o cementita. Cuando el porcentaje en peso de carbono es superior al 2,5%  se vuelve frágil y se habla de hierro fundido.
A concentraciones más altas de carbono son transiciones de fase en como se muestra en el diagrama de fases hacia la derecha. Si se lanza más de 6,67 por ciento en peso de carbono contiene la aleación se desmorona en trozos de cementita separados por capas de grafito. Por encima de la saturación, 6,67 por ciento en peso de carbono, es más favorable termodinámicamente formar dos fases separadas: cementita y grafito.

## Difusión
Los compuestos intersticiales son a menudo materiales cerámicos formando por el calentamiento de mezclas de diferentes elementos. La conexión se consigue porque el material de la aleación se difunde a través de los huecos intersticiales de la red cristalina del metal de transición. Se pueden formar revestimientos cerámicos de nitruros por deposición de vapor de un metal de transición en una atmósfera de nitrógeno a alta presión.
Además de los elementos de aleación mencionados anteriormente el hidrógeno también se difunde con facilidad debido a que pueden formar diversos hidruros de metales de transición. Por la inclusión de hidrógeno puede provocar la fragilización del metal. Eso puede causar problemas para la aplicación de determinadas partes metálicas de las plantas que funcionan con hidrógeno, o en las soldaduras. Las membranas de paladio permite que los iones de hidrógeno a fácilmente por paladio de manera que las membranas pueden utilizarse para la purificación de gas de hidrógeno. El paladio se puede grabar un gran volumen de gas de hidrógeno y la liberación. Como resultado, se puede utilizar para estudios sobre el potencial de la (pequeña) de almacenamiento de hidrógeno .
El helio no se difunde en los metales, pero se difunde por materiales con estructura cristalina abierta tal como cuarzo, vidrio y varias rocas del manto terrestre como puede ser la coesita. 
La alúmina es una forma de óxido de aluminio (III) de estructura abierta con cavidades intersticial y canales de una gran superficie. El óxido de aluminio actúa como un catalizador en la superficie, mientras que se pueden añadir más catalizadores en forma de pequeñas partículas de metal y agrupaciones de metales. La alúmina por unidad de volumen tiene un área grande con muchos pequeños huecos y canales donde las pequeñas moléculas que reaccionan en la superficie se puede difundir a través de estos. El uso de alúmina como el soporte aumenta la eficiencia de los catalizadores que se han aplicado a la superficie.